# Cachoeirinha (Manaus)
Cachoeirinha é um bairro do município brasileiro de Manaus, capital do estado do Amazonas. Localiza-se na Zona Sul da cidade. De acordo com estimativas da Secretaria de Desenvolvimento Econômico, Ciência, Tecnologia e Inovação do Amazonas (SEDECTI), sua população era de 20 035 habitantes em 2017.

## História
Localidade surgida em 1702, da ocupação gradativa do entorno do Rio Negro, por migrantes portugueses. Abriga o Museu do índio, o Palácio Rio Negro, a Capela do Pobre Diabo e a Ponte de Ferro Benjamin Constant, importantes pontos turísticos antigos de Manaus. A Cachoeirinha desenvolveu-se bastante ao longo dos seus anos, principalmente na temporada das riquezas da borracha, no início do século XX. Ainda hoje, abriga vários prédios históricos bem conservados. É comum famílias nobres do bairro residirem nesses prédios.

## Atualidade
Atualmente o bairro é considerado um dos mais seguros de se viver em Manaus. Também possui boas condições sociais e um bom sistema de transporte coletivo. O bairro possui áreas nobres e ao mesmo tempo áreas pobres. Famílias de classe média-alta dividem espaço com famílias de baixa renda. Ao mesmo tempo que possui grandes e distintos apartamentos, possui varias escolas publicas infantis e particulares dos ramos: infantis, fundamentais e de ensino médio. Abriga também vários hospitais públicos, e possui duas unidades da Universidade do Estado do Amazonas - UEA: a ESA (Escola Superior de Ciências da Saúde) e a ESO (Escola Superior de Ciências Sociais).

## Infraestrutura
A Cachoeirinha é um dos poucos bairros planejados da cidade de Manaus. Possui ruas largas, todas asfaltadas, escolas, hospitais, centros de saúde, maternidade, clinicas, supermercados, bancos, igrejas, hoteis, enfim, todo tipo de serviço que uma comunidade necessita.

## Transportes
Cachoeirinha é servida pelo Terminal de Integração da rua Manicoré (T-2), por onde passam linhas de ônibus de praticamente quase todos os bairros de Manaus, além da linha Integração, que liga o T-2 ao T-1 (Terminal da Constantino Nery) que faz o percurso sem paradas no trajeto.
| Linha      | Origem                                                          | Empresa                | Tarifa  | Principais pontos do trajeto |
| ---------- | --------------------------------------------------------------- | ---------------------- | ------- | ---------------------------- |
| Integração | Cachoeirinha ↔ Terminal de Integração da Constantino Nery (T-1) | Auto Ônibus Integração | R$ 3,80 | Terminal 1                   |